# Stefanie Clausen
Stefanie Clausen (Copenhague, Dinamarca, 1 de abril de 1900-2 de agosto de 1981) fue una clavadista o saltadora de trampolín danesa especializada en los saltos desde la plataforma, donde consiguió ser campeona olímpica en 1920.

## Carrera deportiva
En los Juegos Olímpicos de 1920 celebrados en Amberes (Bélgica) ganó la medalla de oro en los saltos desde la plataforma, con una puntuación de 34 puntos, por delante de la británica Beatrice Armstrong (plata con 33.4 puntos) y la sueca Eva Olliwier (bronce con 33.2 puntos).